# Факултет информационих технологија Универзитета Метрополитан
Факултет информационих технологија је високошколска установа Универзитета Метрополитан. Налази се у Београду и Нишу. Први је факултет у Србији који је увео образовање на даљину.

## Историја
Факултет информационих технологија је основан 2005. године. Наставне програме у области рачунарства су ускладили са Институтом инжењера електротехнике и електронике и Удружењем за рачунарске машине. Међу првима су увели наставу на даљину и тако омогућили студентима студирање преко Интернета. Садрже смерове Софтверско инжењерство и Развој видео игара у трајању од четири године и Информационе технологије у трајању од три године. Од јесењег семестра 2021. године су увели нове предмете: Вештачка интелигенција, Аналитика података, Машинско учење, Визуализација података, Системи са масовним подацима, Компјутерски вид, Основе криптографије, Етичко хаковање и пенетрационо тестирање, Дигитална форензика, Безбедност софтвера и веб система, Људски, организациони и правни аспекти безбедности и Интернет ствари.